# Delvina
Delvina o Delvinë es un municipio y villa del sur de Albania, a 16 km del noreste de Saranda.
El municipio fue creado en 2015 mediante la fusión de los antiguos municipios de Delvinë y Vergo, que pasaron a ser unidades municipales. La población total es de 7598 habitantes (censo de 2011), en un área total de 182.90 km². La población en los límites de 2011 (sin Vergo) es de 5754 habitantes.
La ciudad tiene una mezquita y una iglesia ortodoxa. Al pie de una montaña cercana están los restos de un castillo medieval.
En la Edad Media, Delvina fue parte del despotado de Epiro.